# Universidad Loyola Chicago

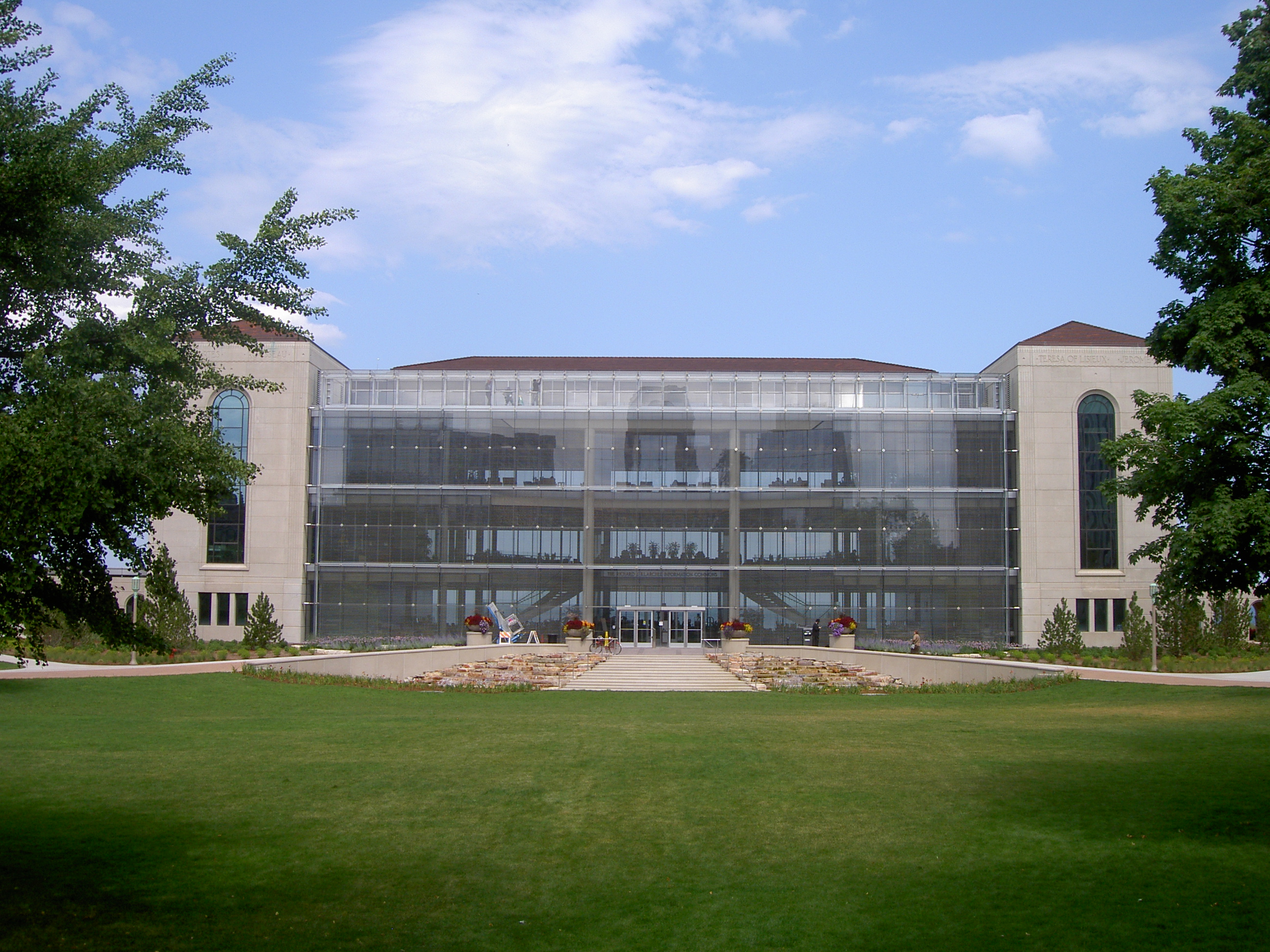
El Klarchek Information Commons, situado con vistas al lago Míchigan.

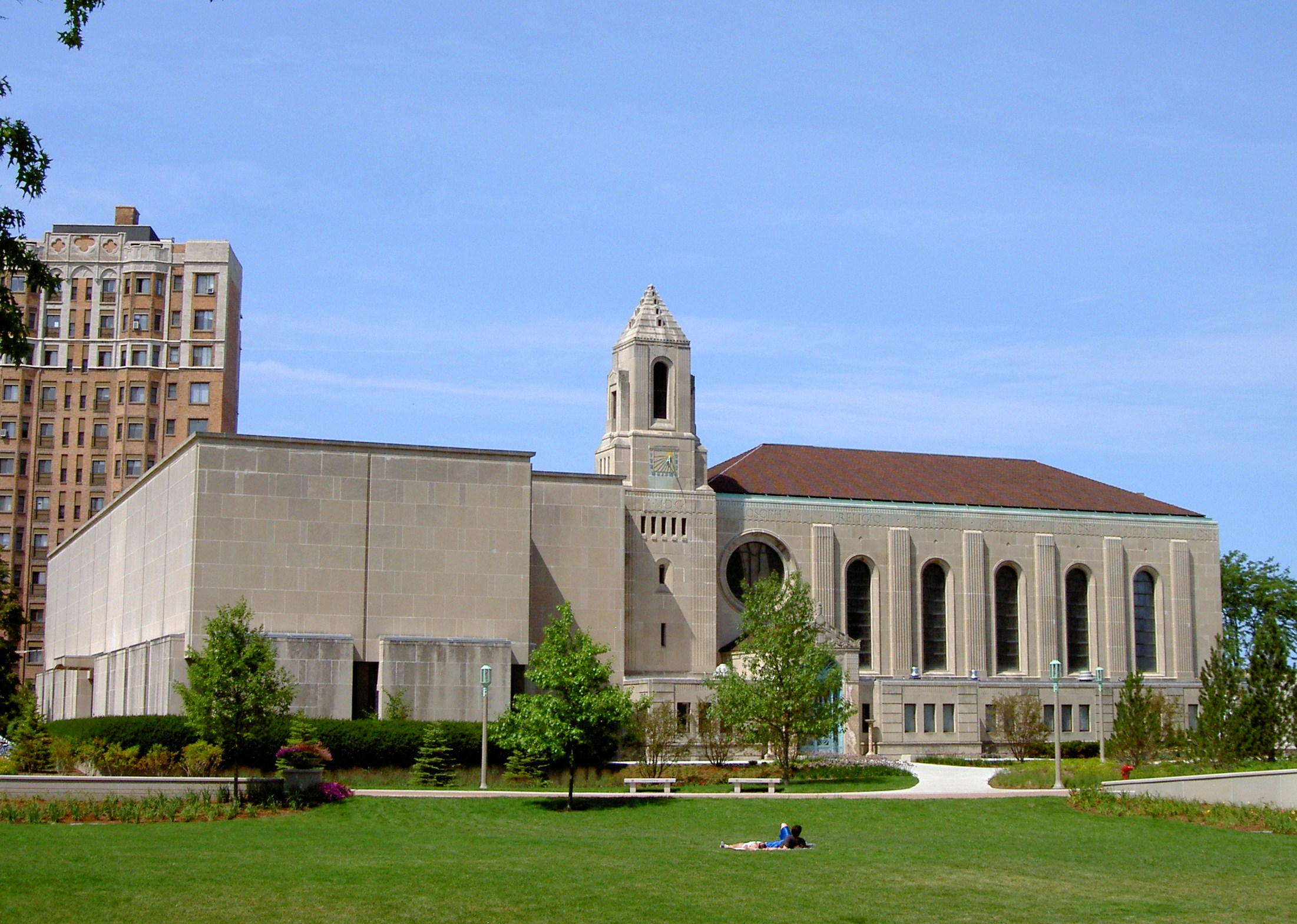
Biblioteca Cudahy.

La Universidad Loyola Chicago (Loyola University Chicago en inglés y oficialmente) es una universidad privada, católica, de la Compañía de Jesús (Jesuitas), ubicada en Chicago (Estados Unidos de América). Pertenece a la Asociación de Universidades Jesuitas (AJCU).

## Historia
La Universidad fue fundada en 1870 en la zona oeste de Chicago, con el nombre inicial de Saint Ignatius College. En 1909 cambió su nombre al actual de Universidad Loyola Chicago.

## Vida estudiantil
Los aproximadamente 15.000 alumnos provienen de todos los estados de la nación y de varios países extranjeros, pero el 60 % de los estudiantes de pregrado son del estado de Illinois. El ratio de alumnos por profesor en 2006 es de 14-1.

## Campus
La universidad comprende cuatro localizaciones:
- Lake Shore Campus, en el número 6525 de N. Sheridan Road. Es el campus principal, en las orillas del Lago Míchigan. Contiene más de 40 edificios, entre los que se encuentran residencias para unos 3200 estudiantes, la biblioteca principal, el centro de deportes, y la mayoría de las facultades de pregrado.
- Water Tower Campus, en el número 820 de N. Michigan Avenue. Incorporado en 1946, en el centro urbano de Chicago, es fundamentalmente la sede de las escuelas de postgrado, del Museo de Arte Universidad Loyola (LUMA), inaugurado en 2005, y de las históricas Lewis Towers.
- Maywood Campus, en el 2160 de S. First Avenue, en Maywood, un suburbio al oeste de Chicago, tiene una extensión de 70 acres, y en él se encuentran la Facultad de Medicina y el Hospital Universitario. Data de 1969.
- John Felice Rome Center, en el 114/A de Via Massimi, en Roma (Italia). Abierto en 1962, ocupa 5 acres de Monte Mario, para ofrecer a unos 400 alumnos al año la oportunidad de estudiar un curso en el extranjero, en Europa.

## Deportes
Loyola Chicago compite en la División I de la NCAA, en la Missouri Valley Conference. Su equipo de Baloncesto masculino ganó el campeonato nacional en 1963, convirtiendo a Loyola en la tercera universidad jesuita en conseguirlo, tras Holy Cross (1947) y San Francisco (1955 y 1956). Loyola sigue siendo la única universidad estatal de Illinois, y, por supuesto, de Chicago, con ese importante título. Además, Loyola fue la primera Universidad en quebrar la llamada "ley de caballeros" que impedía a los entrenadores incluir a un equipo compuesto en su mayoría por estudiantes de color. Tal fue la oposición de la sociedad, sobre todo en el sur, que el ejército tuvo que salvaguardar los partidos de semifinal y final para garantizar la seguridad de los jugadores. Este hecho se suma a la lista de causas sociales que caracteriza a la universidad. Otro hecho importante es el papel que tuvo durante la promoción del voto de la mujer, entre otros.
Su mascota es un lobo, al igual que en otras universidades jesuitas, como Loyola Nueva Orleans, o Scranton, debido a la importancia heráldica que este animal tiene en el Escudo de armas de Loyola (España).